# Agrostis sesquiflora
Agrostis sesquiflora là một loài thực vật có hoa trong họ Hòa thảo. Loài này được É.Desv. mô tả khoa học đầu tiên năm 1854.